# 1942 Jablunka
1942 Jablunka (1972 SA) là một tiểu hành tinh vành đai chính được phát hiện ngày 30 tháng 9 năm 1972 bởi L. Kohoutek ở Bergedorf.